# Renault Koleos
La Koleos est un SUV du constructeur automobile Renault Samsung Motors. 
Le précurseur du Koleos est le show car Koleos, représentatif à 95 % du véhicule de série, dévoilé au Mondial de l'automobile de Paris de 2006. La première génération, commercialisée de 2007 à 2016, est également vendue par Renault Samsung Motors sous le nom de QM5. 
La seconde génération présentée en 2016 est également vendue par Renault Samsung Motors sous le nom de QM6.
La troisième génération est présentée en 2024, il s'agit d'une version modifiée du Geely Xingyue L, toujours produite par la filiale sud-coréenne de Renault et désormais vendu sous le nom de Renault Grand Koleos. Cette troisième génération n'est pas commercialisée en Europe.

## Autres utilisations de l'appellation Renault Koleos
Le nom Renault Koleos est initialement celui d'un concept car de crossover haut de gamme, présenté par la marque en l'an 2000.